# ホワイト企業
ホワイト企業（ホワイトきぎょう）は、就職活動を行う際に好まれる企業の一種である。
これらの企業は、入社後の福利厚生が整備されており、有休消化率が高く、離職率が低く、残業時間が適正であるなど、各種法令や社内規則を遵守していることが特徴である。従業員にとって働きやすい環境を提供しており、ワーク・ライフ・バランスを重視する経営姿勢を持っている。対義語としては、過度な労働時間、不適切な労働環境、法令違反など、従業員の労働条件が悪い「ブラック企業」という用語が存在する。

## 概要
ホワイト企業とされる企業の特徴として、種々の要素が挙げられるが、特にワーク・ライフ・バランスの充実やダイバーシティの推進などの面で優れた会社を指す。これらの企業は、従業員が仕事と私生活のバランスを保ちやすい環境を提供することに加え、性別や国籍、年齢などさまざまな背景を持つ従業員が共に働きやすい職場環境を整備している。また、従業員の健康やキャリアの成長をサポートするための制度も整備されており、従業員の満足度や企業の生産性の向上につながっている。
ホワイト企業の取り組みには、柔軟な勤務時間制度の導入、テレワークやリモートワークの推進、メンタルヘルスケアの充実、育児休暇や介護休暇の制度整備などが含まれる。これらの施策により、従業員は仕事と家庭生活の両立がしやすくなり、長期的に安定したキャリアを築くことが可能となる。
ホワイト企業は、従業員の満足度の向上だけでなく、企業のイメージアップや人材の確保、顧客満足度の向上にも寄与するとされている。そのため、多くの企業がホワイト企業としての評価を得るために積極的な取り組みを行っている。また、社会全体の働き方改革の流れの中で、ホワイト企業の考え方や取り組みは今後さらに重要性を増していくと予想される。
東洋経済は2013年に「ホワイト企業トップ300」という企画を行い、新卒で入社した社員の定着率の高い企業の300位までの順位を公表した。これにより、ホワイト企業を目指す企業に対する注目が高まり、従業員の働きやすさや職場環境の改善に向けた取り組みが加速した。

## ホワイト企業認定制度
厚生労働省や経済産業省では、従業員の福利厚生や職場環境の改善などについて、一定の基準を満たした企業を認定する制度を複数設けている。各制度に認定されると認定マークを製品、名刺、広報資料、求人サイトなどに使用できるため、企業にとっては採用活動におけるPRになり、求職者にとってはホワイト企業を見分ける目安となる。

### 安全衛生優良企業公表制度（ホワイトマーク）
安全衛生優良企業公表制度（ホワイトマーク）は、労働安全衛生に関して積極的な取り組みを行っている企業を認定し、その企業名を公表することによって社会的な認知を高め、より多くの企業に安全衛生の積極的な取り組みを促進するための制度である。この制度は、厚生労働省によって実施されており、労働災害の防止や従業員の健康管理の向上など、職場の安全衛生水準の向上を目指す企業を支援している。
認定を受けた企業は、「ホワイトマーク」と呼ばれる認定マークを掲示することができる。このマークは、企業が労働安全衛生に関する優れた取り組みを行っていることを示すシンボルとして機能し、企業のブランドイメージの向上に寄与する。また、社内外に対して安全衛生への取り組みをアピールすることができるため、優秀な人材の確保や顧客からの信頼獲得にもつながる。制度の対象となる取り組みは、安全衛生活動、健康管理、メンタルヘルス対策、過重労働防止対策、受動喫煙防止対策等の取組と実施状況についてなど幅広い分野にわたる。認定基準は厳格であり、企業は定期的な自己点検や改善活動を通じて、継続的な安全衛生の向上を図る必要がある。このような取り組みを通じて、労働災害の発生率の低下や従業員の健康状態の改善が期待される。
安全衛生優良企業公表制度は、企業にとっては安全衛生の取り組みを促進し、評価を得る機会を提供するとともに、社会全体では労働環境の向上と労働災害の防止に寄与することを目的としている。この制度によって認定された企業は、労働安全衛生に関する模範的な取り組みを行っていると認められることになり、社会的な信頼と評価を得ることができる。

### 健康経営優良法人認定制度
健康経営優良法人認定制度は、地域の健康課題に即した取り組みや日本健康会議が進める健康増進の取り組みをもとに、特に優良な健康経営を実践している大企業や中小企業等の法人を健康経営優良法人として顕彰する制度である。この制度は経済産業省によって実施されており、大規模法人の場合はとりわけ優れた企業群を「ホワイト500」とも呼ぶ。認定を受けた企業は、従業員の健康を経営戦略の一部として位置づけ、健康管理の向上に積極的に取り組んでいることが認められる。
認定基準には、従業員の健康診断の実施率、メンタルヘルス対策の充実、職場内の禁煙・禁酒施策、健康増進プログラムの提供など、従業員の健康を支援するための具体的な取り組みが含まれる。企業はこれらの基準を満たすことで、従業員の健康維持と生産性向上を図ることができる。

### トライくるみん
トライくるみんとは、くるみん認定を目指す企業が取得に向けて取り組むべき事項を明確にし、その達成状況を評価する制度である。この制度は、企業が育児支援に関する取り組みを進める際の指針となり、くるみん認定へのステップとして機能する。トライくるみん認定を目指す企業は、育児休業の取得促進、時間外労働の削減、育児と仕事の両立支援策の充実など、具体的な目標に取り組むことが求められる。

### くるみん（子育て支援）
くるみんは、次世代育成支援対策推進法に基づき一般事業主行動計画を策定した企業のうち、計画に定めた目標を達成し一定の基準を満たした企業を「子育てサポート企業」として認定する制度である。この制度は厚生労働省によって実施されており、企業が育児と仕事の両立を支援するための取り組みを行っていることを評価するものである。
認定を受けた企業は、「くるみんマーク」と呼ばれる認定マークを使用することができ、これを通じて社内外に対して育児支援に積極的であることをアピールすることができる。

### プラチナくるみん
プラチナくるみんは、くるみん認定を受けた企業の中でさらに高い水準の育児支援を実施している企業に与えられる上位認定である。プラチナくるみん認定を受けた企業は、育児と仕事の両立支援に関してモデル的な役割を果たし、他の企業にとっての良い手本となる。

### えるぼし（女性活躍推進）
えるぼしは、女性活躍推進法に基づきくるみんにならって「一般事業主行動計画」を策定し、女性の活躍推進に関する取り組みの実施状況等が優良な企業を「女性活躍推進企業」として認定する制度である。この制度は厚生労働省によって実施されており、女性のキャリア形成やリーダーシップの育成、ワーク・ライフ・バランスの支援など、女性が活躍できる環境を整備している企業を評価し、認定するものである。

### ユースエール（若者の採用・育成促進）
ユースエールは、若者の雇用・育成に積極的で、若者の雇用管理の状況などが優良な中小企業（常時雇用労働者300人以下の事業主）を認定する制度である。この制度は若者雇用促進法に基づき、厚生労働省によって実施されており、若者の雇用機会の拡大とキャリア形成の支援を目的としている。
認定を受けた企業は、「ユースエール認定企業」として、若者の採用や育成に積極的に取り組んでいることが認められる。認定基準には、若者の正社員雇用の促進、研修や教育プログラムの提供、メンター制度の導入など、若者の能力開発とキャリアアップを支援するための取り組みが含まれる。企業はこれらの基準を満たすことで、若者にとって魅力的な職場環境を整備し、優秀な人材の確保と育成につなげることができる。
ユースエール制度は、企業にとっては若者の採用や育成に関する取り組みを社内外にアピールする機会となるとともに、社会全体では若者の雇用環境の改善とキャリア形成の支援に寄与することを目的としている。認定を受けた企業は、社会的な評価が高まるだけでなく、若者の能力を活かした事業の発展にもつながるとされる。このように、ユースエール制度は、若者の雇用とキャリア形成を促進し、企業と社会の発展に貢献するための重要な取り組みとなっている。